# Grapsus grapsus
Grapsus grapsus là một loài cua phổ biến nhất dọc theo bờ biển phía tây của Mỹ. Nó được biết đến với khác nhau trong tiếng Anh như, "red rock crab", "abuete negro".

## Phân bố
Grapsus grapsus được tìm thấy dọc theo bờ biển Thái Bình Dương của Mexico, Trung Mỹ, Nam Mỹ (xa về phía nam tới miền bắc Peru), và trên các đảo gần đó, bao gồm cả quần đảo Galápagos. Nó cũng được tìm thấy dọc theo bờ biển Đại Tây Dương của Nam Mỹ, nhưng ở phía đông Đại Tây Dương (Đảo Ascension và Tây Phi) được loài họ hàng của nó là Grapsus adscensionis chiếm lĩnh.

## Hình ảnh

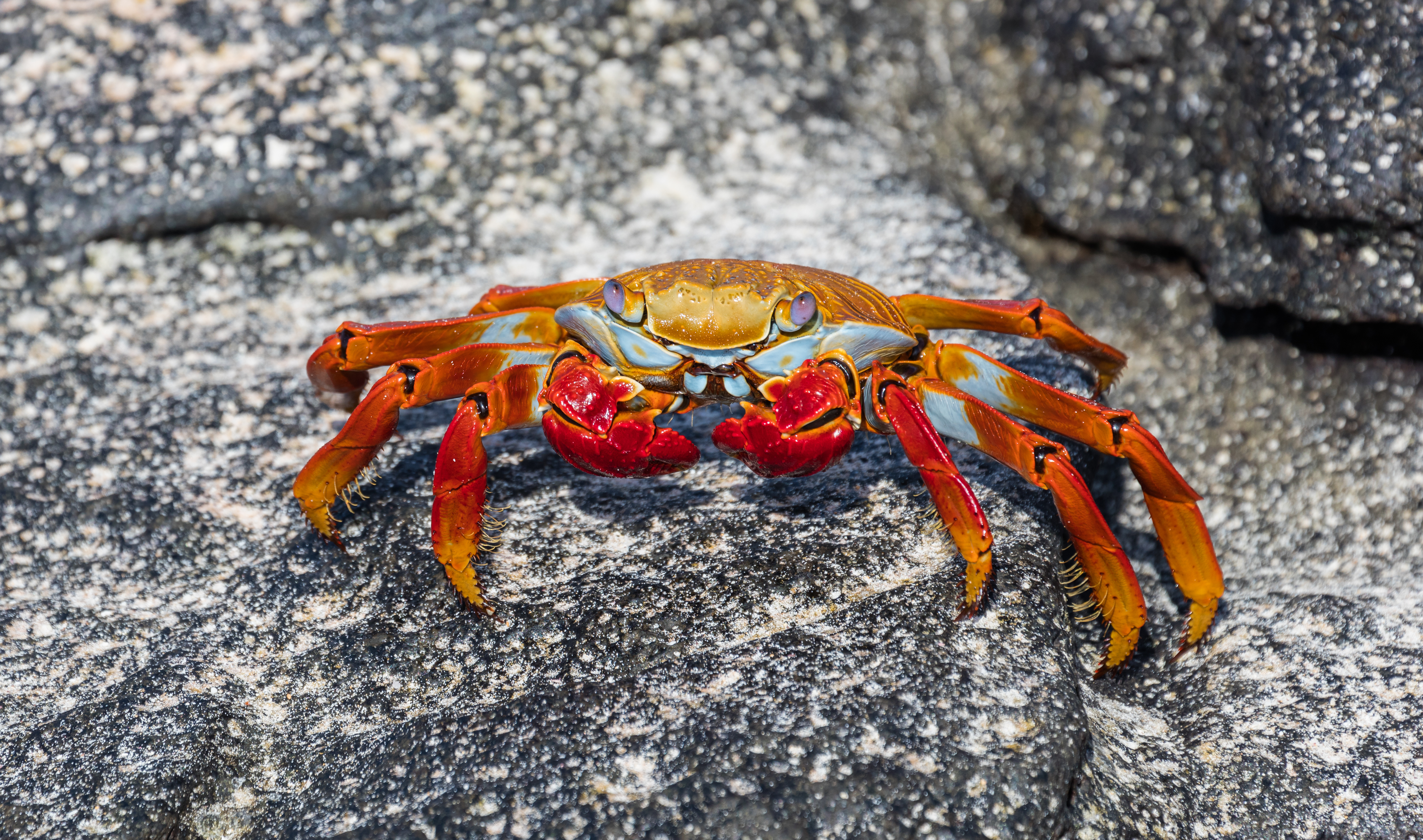
Baltra, Galapagos Islands
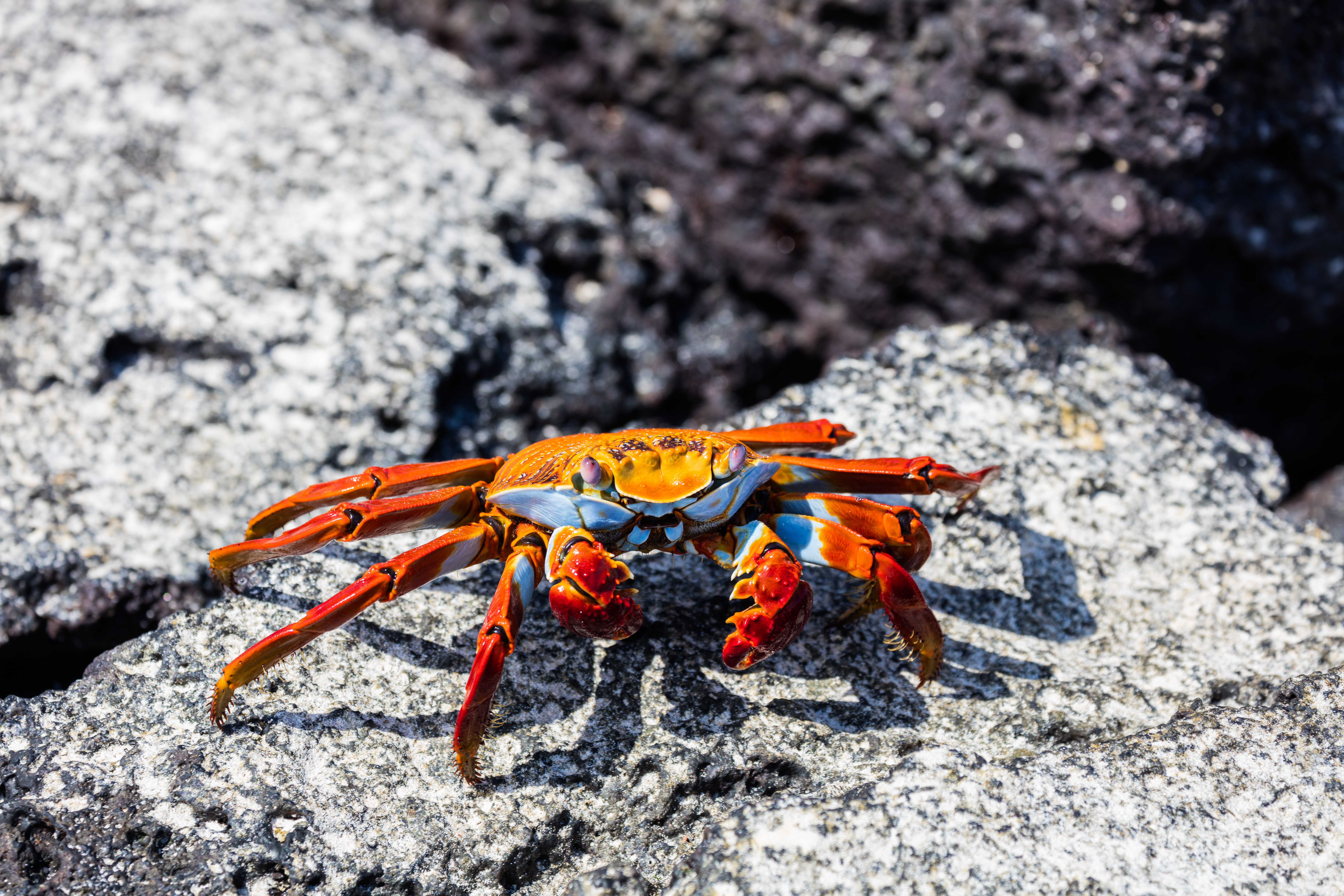
Baltra, Galapagos Islands.
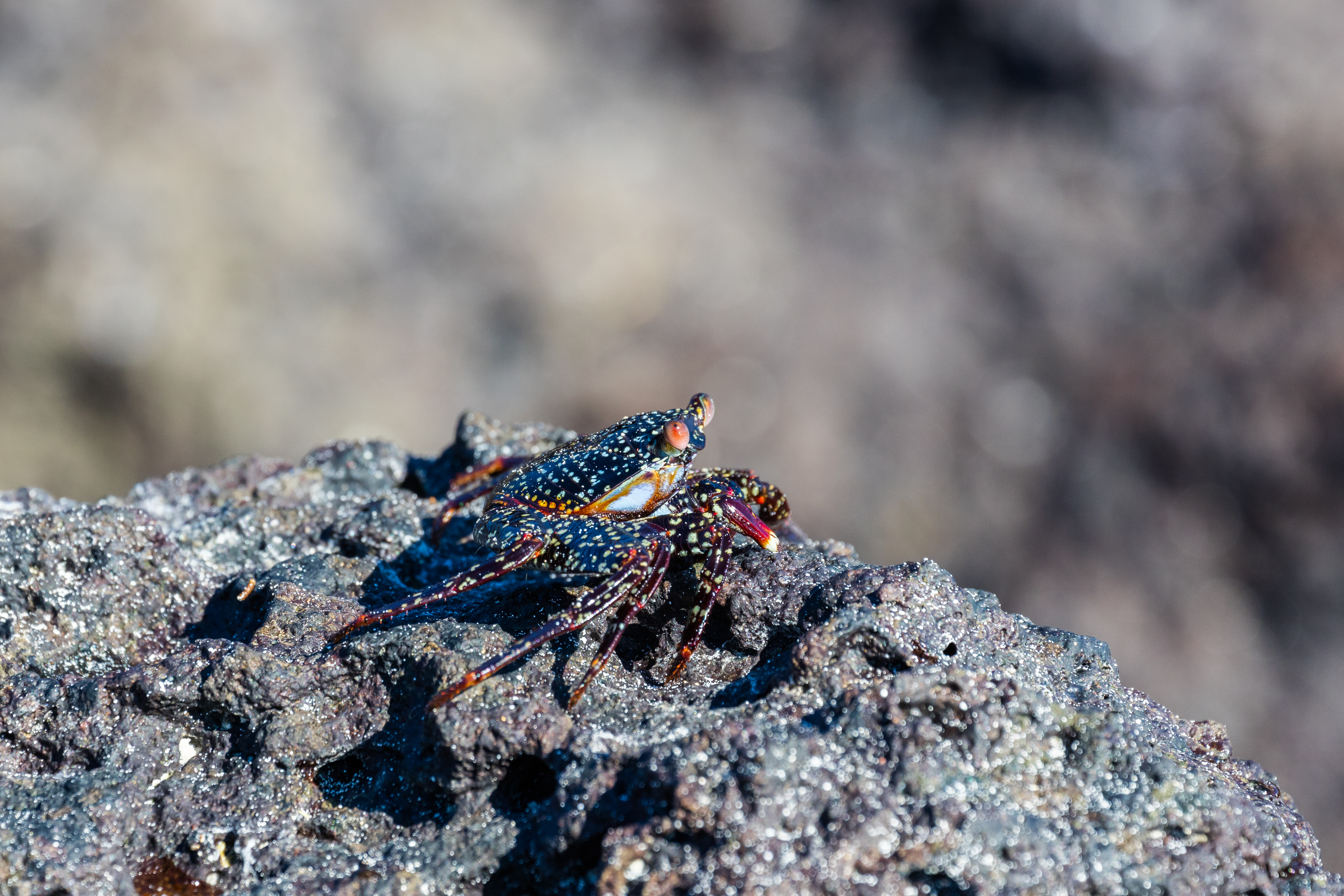
Juvenile in San Cristobal, Galápagos.
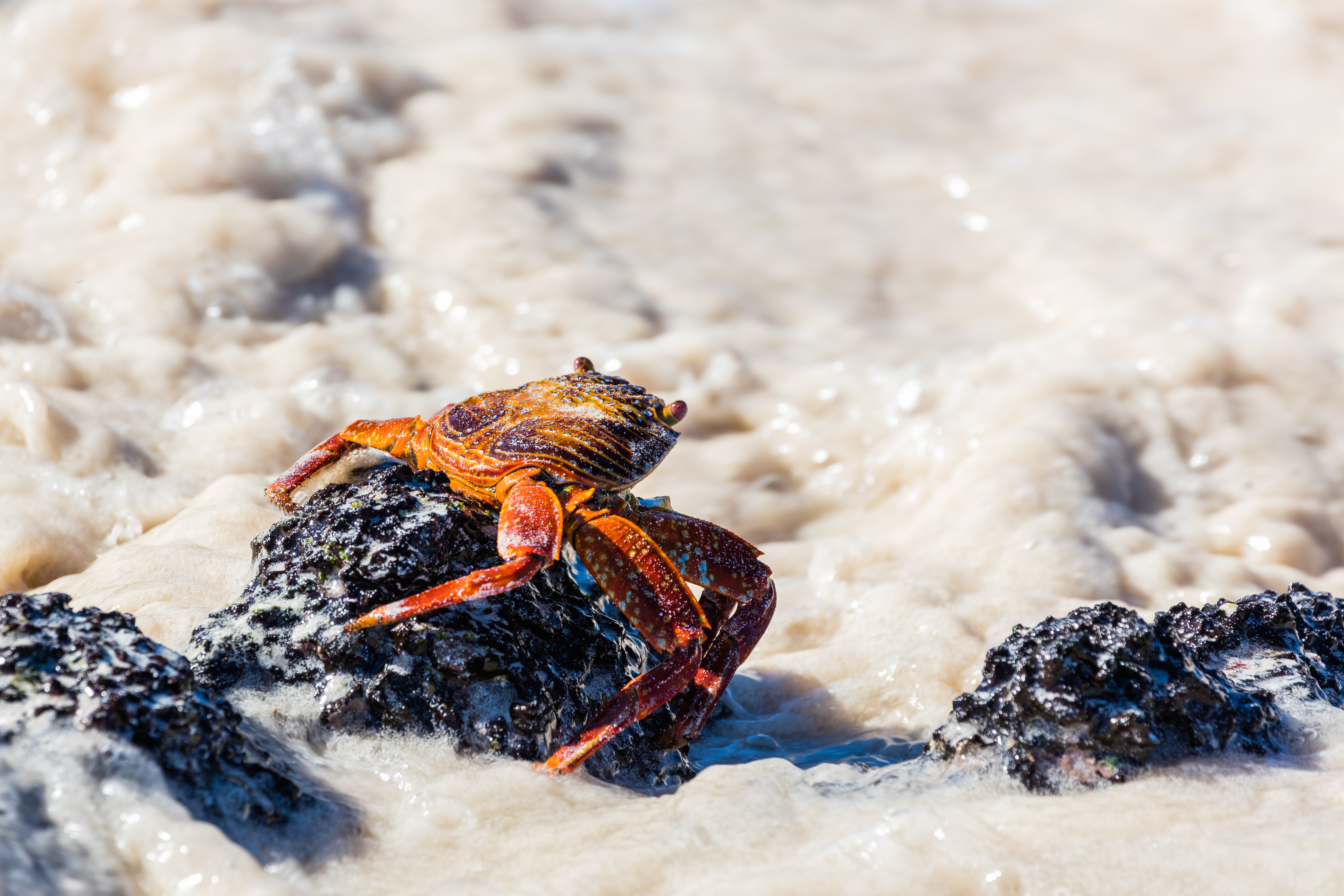
Adult in San Cristobal, Galápagos.
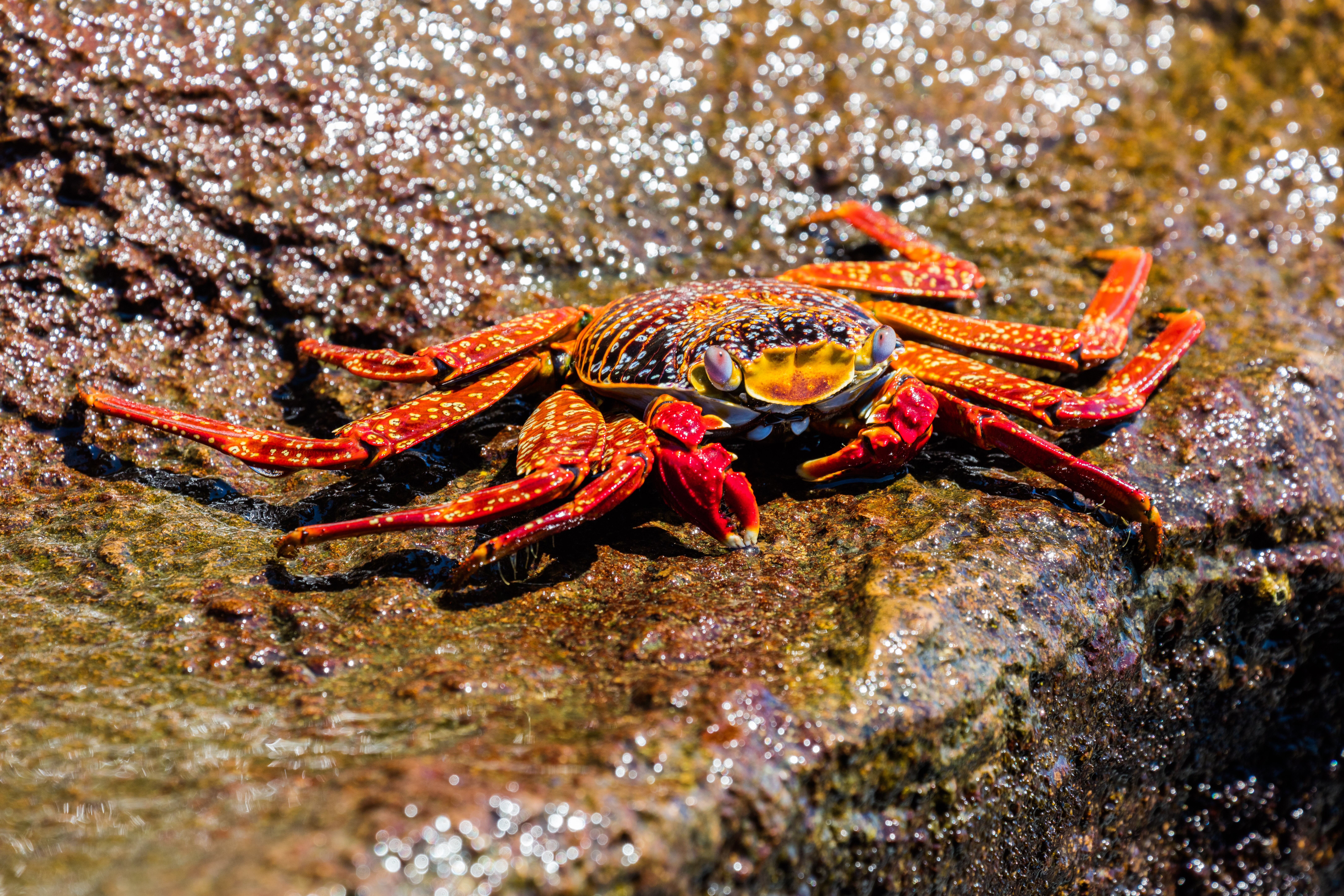
Adult in Punta Pitt (San Cristobal), Galápagos.
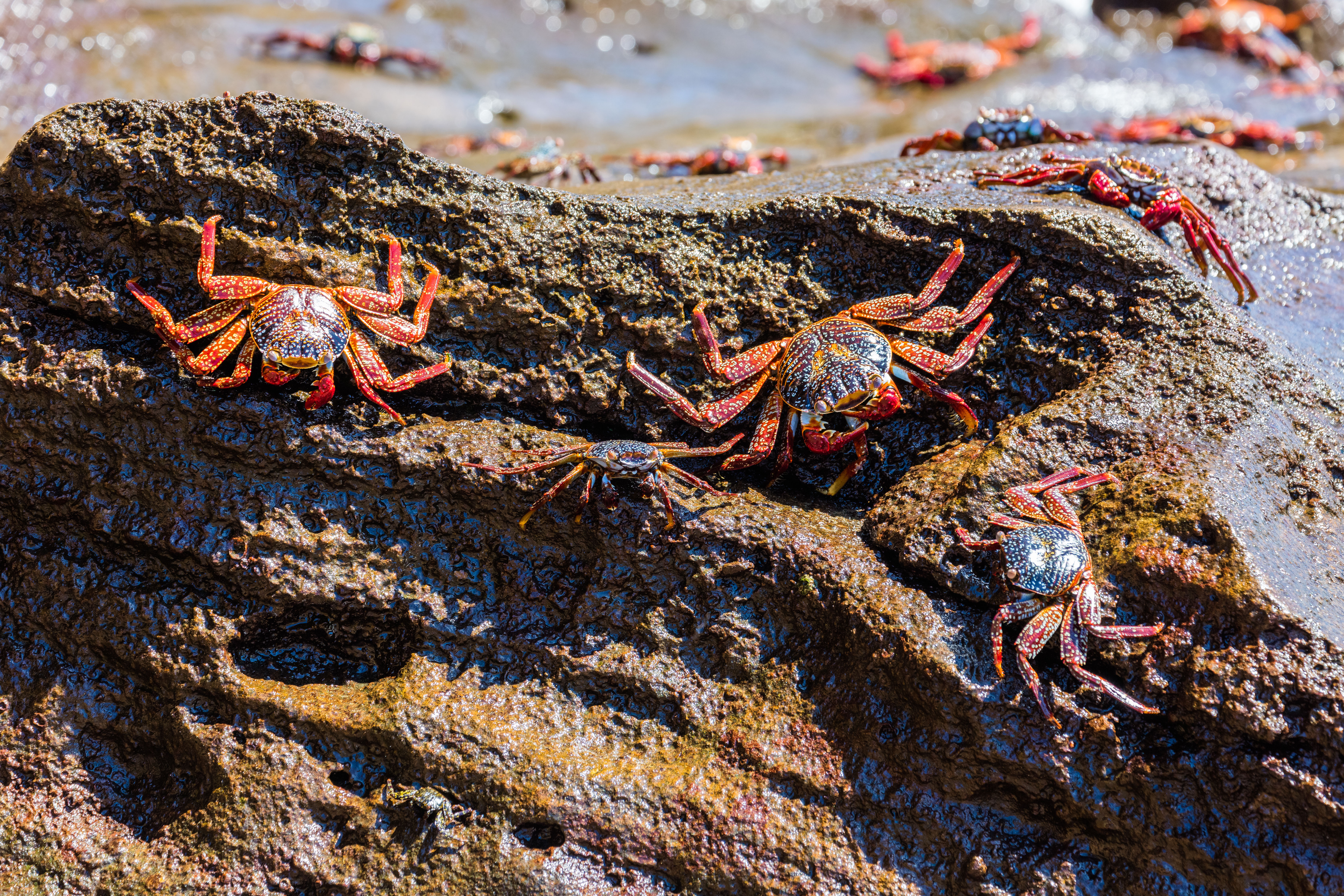
Group in San Cristobal, Galápagos.
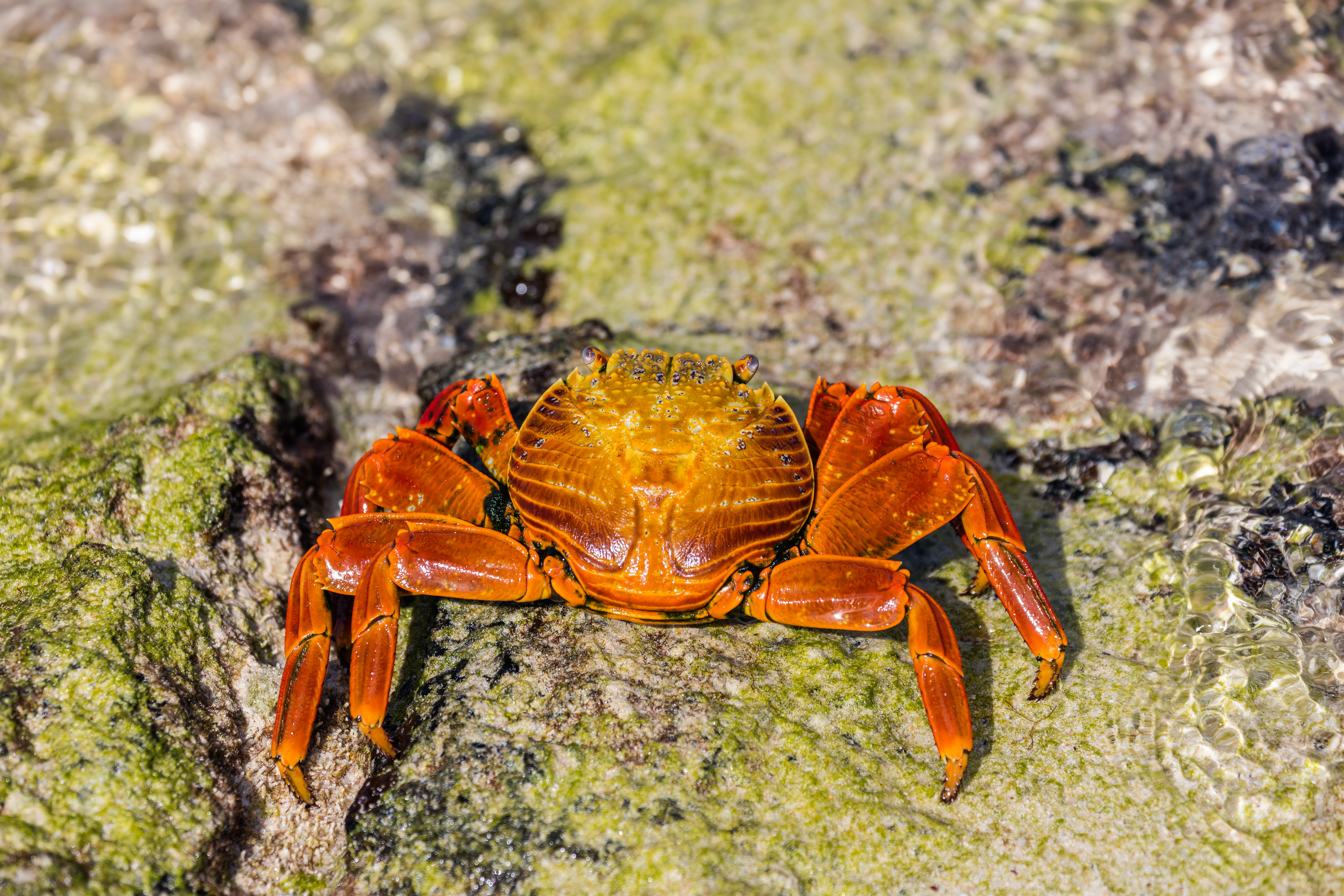
Adult in Baltra, Galápagos.
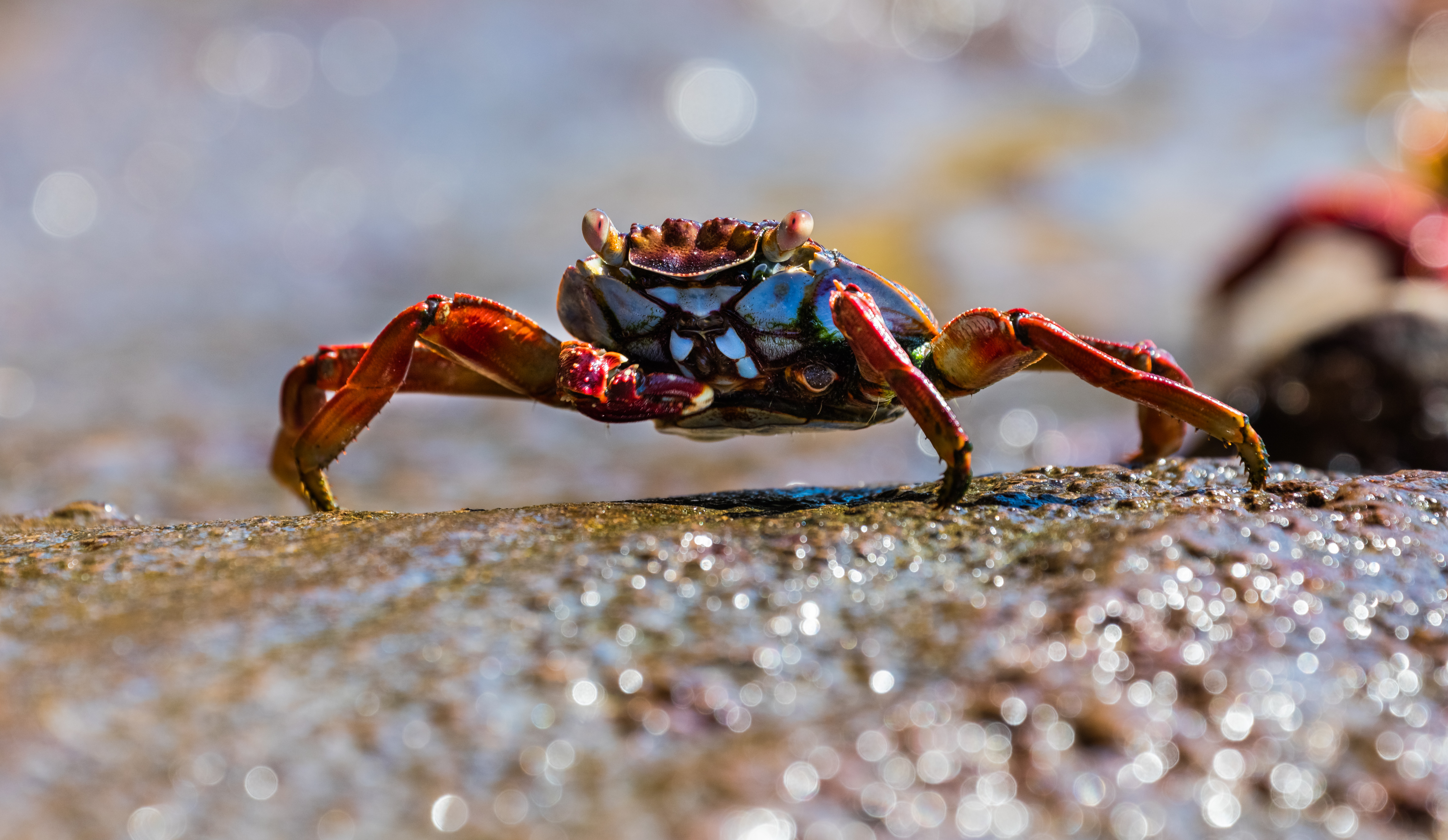
View of the lower part
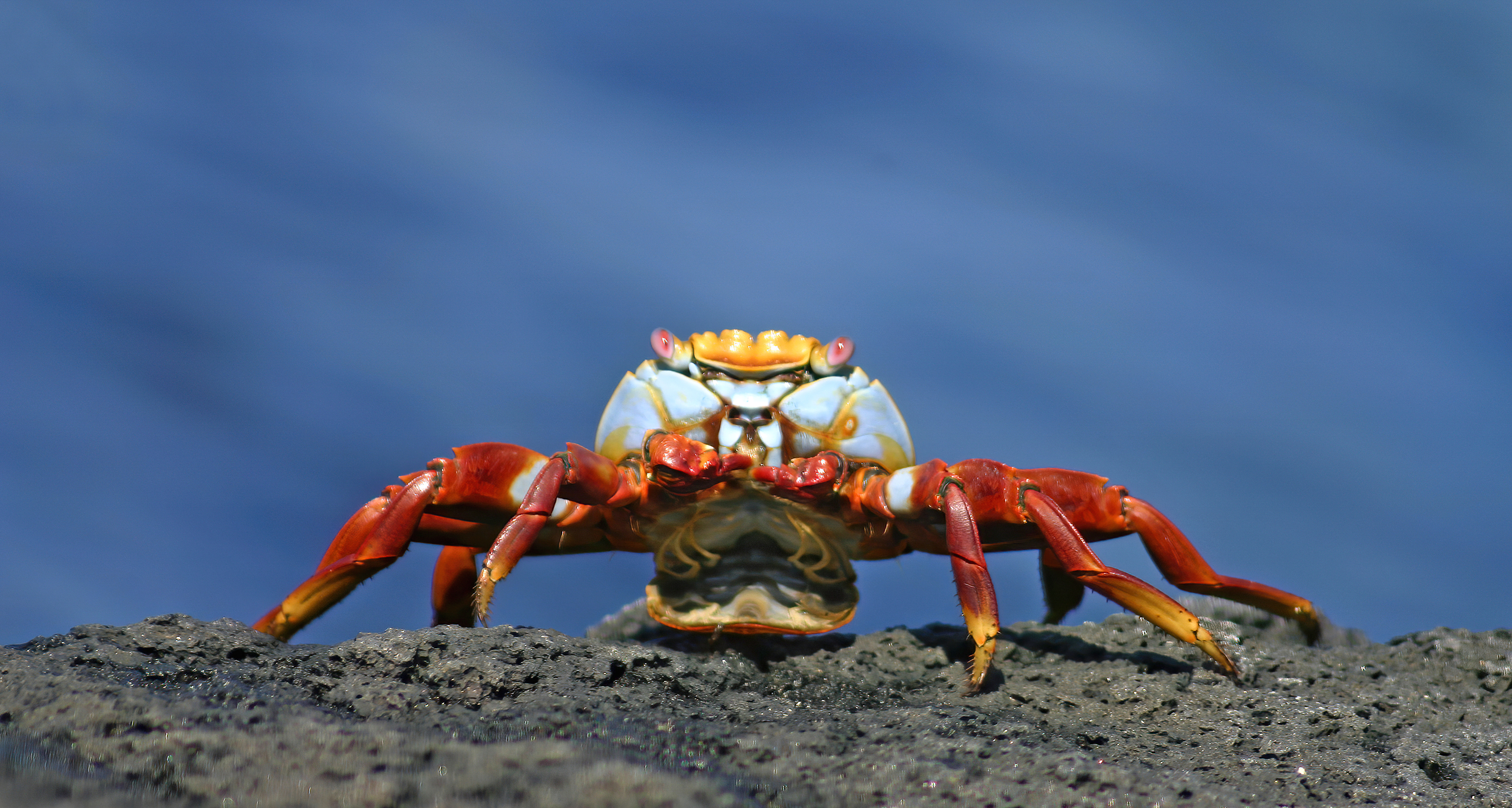
Adult from the front